# بانکا مدیولانوم
بانکا مدیولانوم (انگلیسی: Banca Mediolanum) شرکت خدمات مالی و بانکداری ایتالیایی است، که در سال ۱۹۹۱ تأسیس شد.